# Batalla de Kressenbrunn
La Batalla de Kressenbrunn se libró en julio del año 1260 entre Bohemia y Hungría por la posesión de Austria y Estiria. Las fuerzas bohemias de Otakar II resultaron victoriosas sobre las húngaras, dirigidas por Bela IV, cerca del pueblo de Kressenbrunn (hoy Groißenbrunn, Austria). 

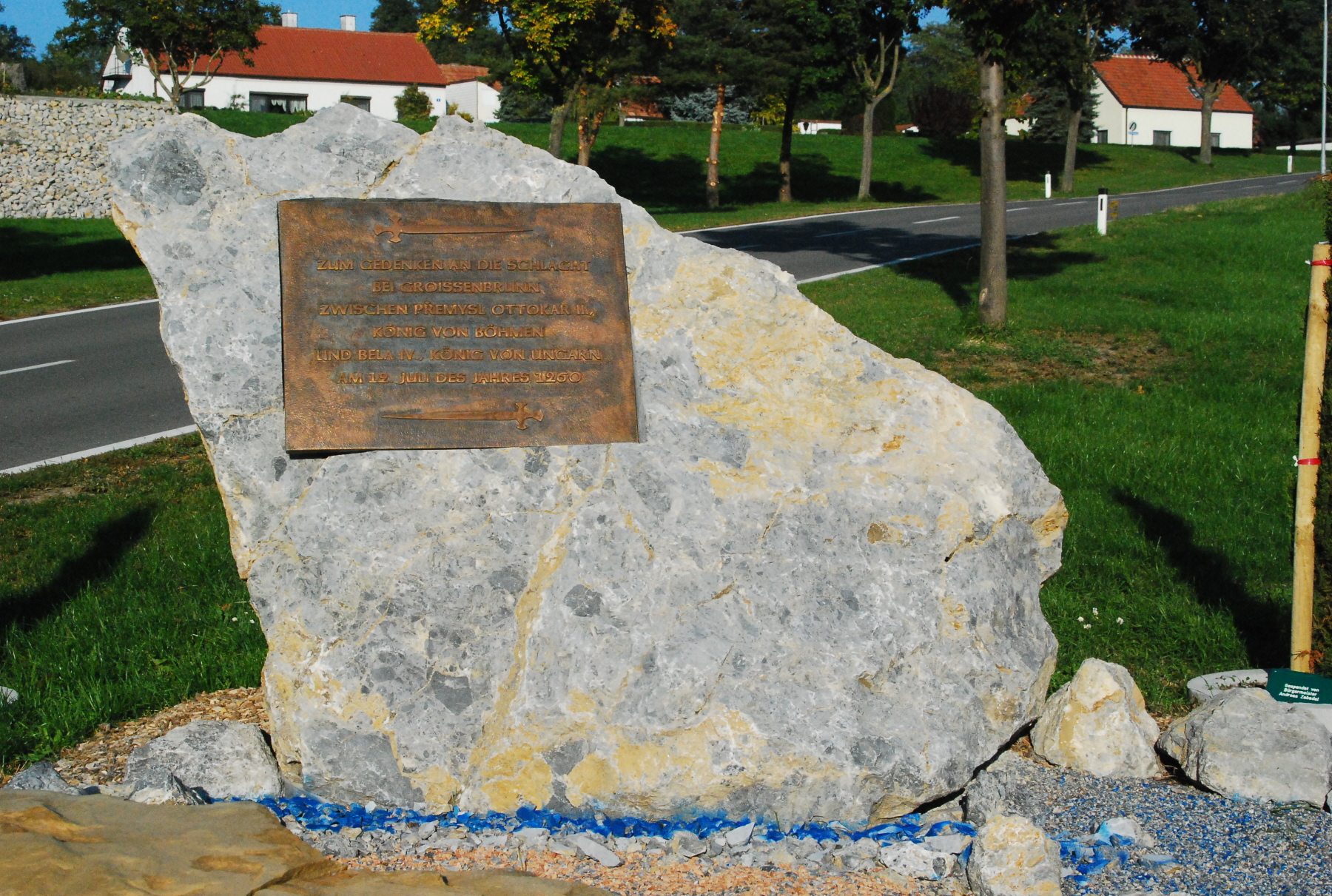
Monumento conmemorativo

## Monumento conmemorativo
La batalla es conmemorada por un memorial inaugurado en el 750 aniversario, en 2010. El monumento conmemorativo se encuentra en el borde oriental del municipio de Groissenbrun, cerca del camino hacia el río Morava. El autor del diseño artístico del monumento conmemorativo es Vladislav Plekanec.